# Kvalifikace na Mistrovství světa ve fotbale 2022 (UEFA) – skupina B
Skupina B kvalifikace na Mistrovství světa ve fotbale 2022 je jednou z 9 evropských kvalifikačních skupin na tento šampionát. Postup na závěrečný turnaj si zajistí vítěz skupiny. Osm nejlepších týmů na druhých místech ze všech skupin bude hrát baráž, zatímco nejhorší tým na druhých místech přímo vypadne.

## Tabulka

### Skupina B
| Tým       | Z | V | R | P | VG | IG | +/- | B  | výsledek          |
| --------- | - | - | - | - | -- | -- | --- | -- | ----------------- |
| Španělsko | 8 | 6 | 1 | 1 | 15 | 5  | +10 | 19 | postup na MS 2022 |
| Švédsko   | 8 | 5 | 0 | 3 | 12 | 6  | +6  | 15 | postup do baráže  |
| Řecko     | 8 | 2 | 4 | 2 | 8  | 8  | 0   | 10 |                   |
| Gruzie    | 8 | 2 | 1 | 5 | 6  | 12 | −6  | 7  |                   |
| Kosovo    | 8 | 1 | 2 | 5 | 5  | 15 | −10 | 5  |                   |

## Zápasy
| 25. března 2021 20:45 |                             |                      |                             |
| Španělsko             | 1–1                         | Řecko                | Nuevo Los Cármenes, Granada |
| Morata 33'            | Report (FIFA) Report (UEFA) | Bakasetas 57' (pen.) | Nuevo Los Cármenes, Granada |

| 25. března 2021 20:45 |                             |        |                      |
| Švédsko               | 1–0                         | Gruzie | Friends Arena, Solna |
| Claesson 35'          | Report (FIFA) Report (UEFA) |        | Friends Arena, Solna |

| 28. března 2021 18:00 |                             |                       |                                            |
| Gruzie                | 1–2                         | Španělsko             | Národní stadion Borise Paičadzeho, Tbilisi |
| Kvaratskhelia 44'     | Report (FIFA) Report (UEFA) | Torres 56' Olmo 90+2' | Národní stadion Borise Paičadzeho, Tbilisi |

| 28. března 2021 20:45 |                             |                                              |                                |
| Kosovo                | 0–3                         | Švédsko                                      | Fadil Vokrri stadion, Priština |
|                       | Report (FIFA) Report (UEFA) | Augustinsson 12' Isak 35' Larsson 70' (pen.) | Fadil Vokrri stadion, Priština |

| 31. března 2021 20:45 |                             |                   |                       |
| Řecko                 | 1–1                         | Gruzie            | Toumba stadion, Soluň |
| Kakabadze 76' (vl.)   | Report (FIFA) Report (UEFA) | Kvaratskhelia 78' | Toumba stadion, Soluň |

| 31. března 2021 20:45          |                             |            |                                         |
| Španělsko                      | 3–1                         | Kosovo     | Estadio Olímpico de la Cartuja, Sevilla |
| Olmo 34' Torres 36' Moreno 75' | Report (FIFA) Report (UEFA) | Halimi 70' | Estadio Olímpico de la Cartuja, Sevilla |

| 2. září 2021 18:00 |                             |                  |  |
| Gruzie             | 0–1                         | Kosovo           |  |
|                    | Report (FIFA) Report (UEFA) | Vedat Muriqi 18' |  |

| 2. září 2021 20:45                    |                             |                 |  |
| Švédsko                               | 2–1                         | Španělsko       |  |
| Alexander Isak 6' Viktor Claesson 57' | Report (FIFA) Report (UEFA) | Carlos Soler 5' |  |

| 5. září 2021 20:45 |                             |                           |  |
| Kosovo             | 1–1                         | Řecko                     |  |
| Vedat Muriqi 90+2' | Report (FIFA) Report (UEFA) | Anastasios Douvikas 45+1' |  |

| 5. září 2021 20:45                                                 |                             |        |  |
| Španělsko                                                          | 4–0                         | Gruzie |  |
| José Gayà 14' Carlos Soler 25' Ferrán Torres 41' Pablo Sarabia 63' | Report (FIFA) Report (UEFA) |        |  |

| 8. září 2021 20:45                             |                             |                   |  |
| Řecko                                          | 2–1                         | Švédsko           |  |
| Anastasios Bakasetas 62' Vangelis Pavlidis 78' | Report (FIFA) Report (UEFA) | Robin Quaison 80' |  |

| 8. září 2021 20:45 |                             |                                     |  |
| Kosovo             | 0–2                         | Španělsko                           |  |
|                    | Report (FIFA) Report (UEFA) | Pablo Fornals 32' Ferrán Torres 90' |  |

| 9. října 2021 18:00 |                             |                                                     |  |
| Gruzie              | 0–2                         | Řecko                                               |  |
|                     | Report (FIFA) Report (UEFA) | Anastasios Bakasetas 90' (p), Dimitris Pelkas 90+5' |  |

| 9. října 2021 18:00                                        |                             |        |  |
| Švédsko                                                    | 3–0                         | Kosovo |  |
| Emil Forsberg 29' (p) Alexander Isak 62' Robin Quaison 79' | Report (FIFA) Report (UEFA) |        |  |

| 12. října 2021 20:45 |                             |                                                 |  |
| Kosovo               | 1–2                         | Gruzie                                          |  |
| Vedat Muriqi 45' (p) | Report (FIFA) Report (UEFA) | Tornike Okriaszwili 11' Zuriko Davitashvili 82' |  |

| 12. října 2021 20:45                     |                             |       |  |
| Švédsko                                  | 2–0                         | Řecko |  |
| Emil Forsberg 59' (p) Alexander Isak 69' | Report (FIFA) Report (UEFA) |       |  |

| 11. listopadu 2021 18:00       |                             |         |  |
| Gruzie                         | 2–0                         | Švédsko |  |
| Chwicza Kwaracchelia 61' a 77' | Report (FIFA) Report (UEFA) |         |  |

| 11. listopadu 2021 20:45 |                             |                       |  |
| Řecko                    | 0–1                         | Španělsko             |  |
|                          | Report (FIFA) Report (UEFA) | Pablo Sarabia 26' (p) |  |

| 14. listopadu 2021 20:45 |                             |                   |  |
| Řecko                    | 1–1                         | Kosovo            |  |
| Jorgos Masuras 44'       | Report (FIFA) Report (UEFA) | Amir Rrahmani 76' |  |

| 14. listopadu 2021 20:45 |                             |         |  |
| Španělsko                | 1–0                         | Švédsko |  |
| Álvaro Morata 86'        | Report (FIFA) Report (UEFA) |         |  |

## Střelci branek
Střelci 4 branek
- Gruzie Chwicza Kwaracchelia
- Španělsko Ferrán Torres
- Švédsko Alexander Isak

Střelci 3 branek
- Řecko Anastasios Bakasetas
- Kosovo Vedat Muriqi

Střelci 2 branek
- Španělsko Álvaro Morata
- Španělsko Dani Olmo
- Španělsko Pablo Sarabia
- Španělsko Carlos Soler
- Švédsko Viktor Claesson
- Švédsko Emil Forsberg
- Švédsko Robin Quaison

Střelci 1 branky
- Řecko Anastasios Douvikas
- Řecko Jorgos Masuras
- Řecko Vangelis Pavlidis
- Řecko Dimitris Pelkas
- Gruzie Zuriko Davitashvili
- Gruzie Tornike Okriaszwili
- Španělsko Pablo Fornals
- Španělsko Gerard Moreno
- Kosovo Besar Halimi
- Kosovo Amir Rrahmani
- Švédsko Ludwig Augustinsson
- Švédsko Sebastian Larsson
- Španělsko José Gayà

Vlastní branka
- Gruzie Otar Kakabadze (proti Řecku)